# Corilla
Die Gattung Corilla ist die einzige Gattung der Schnecken-Familie Corillidae aus der Unterordnung der Landlungenschnecken (Stylommatophora). Die etwa 12 Arten sind geographisch auf Südindien und Sri Lanka beschränkt.

## Merkmale
Die Gehäuse sind flach, die 5 bis 5,5 Windungen nahezu in einer Ebene aufgerollt. Sie können rechts oder links gewunden sein und erreichen eine Größe von etwa 30 mm im Durchmesser. Die letzte Windung fällt stark aus der Windungsachse ab und ist extrem schief gestellt. Die Ränder sind umgebogen und verbreitert. Intern können Lamellen oder Plicae vorhanden sein. Der Kiefer ist fast glatt; besitzt lediglich eine feine Querstreifung. Im zwittrigen Genitalapparat ist der Penis mäßig lang. Intern besitzt einen umgebogenen Rand, die Innenwand ist mit zahlreichen, einfachen Knoten versehen. Ein Epiphallus ist vorhanden; dieser ist relativ lang und subzylindrisch. Der Samenleiter ist lang und tritt apikal der subapikal in den Epiphallus ein. Der Penisretraktor setzt etwas unterhalb der Mitte am Epiphallus an. Der freie Ovidukt und die Vagina sind relativ lang. Der Stiel der Spermathek ist lang, zylindrisch und erreicht die Albumindrüse.

## Vorkommen, Lebensweise und Verbreitung
Die Arten der Familie Corillidae bzw. der Gattung Corilla sind in Südindien und Sri Lanka beheimatet. Die meisten Arten kommen auf Sri Lanka vor, in Südindien ist nur eine Art beheimatet. Sie kommen dort in feuchten Wäldern vor.

## Systematik
Die Familie wird von Schileyko (1999) und Bouchet & Rocroi (2005) übereinstimmend in die Überfamilie Plectopyloidea gestellt. Im Folgenden sind die bisher beschriebenen Arten aufgeführt. Schileyko (1999) weist darauf hin, dass sich die Weichkörper von Corilla humberti (Brot), Corilla coletti Sykes und Corilla beddomeae (Hanley) kaum unterscheiden. Eine neuere Revision der Gattung steht aber noch aus.
- Corillidae Pilsbry, 1905
  - Corilla Adams & Adams, 1855
    - Corilla erronea (Albers, 1853) (inklusive der „Varietät“ Corilla erronea var. eronella Gude, 1896)
    - Corilla coletti Sykes, 1897
    - Corilla humberti (Brot, 1864)
    - Corilla beddomeae (Hanley & Theobald, 1875)
    - Corilla carabinata (Ferussac, 1821)
    - Corilla hinidunensis Nevill, 1871 (?= Corilla charpentieri Pfeiffer, 1853 (präokk.) = Corrila adamsi Gude, 1914)
    - Corilla fryae Gude, 1896
    - Corilla gudei Sykes, 1897
    - Corilla lesleyae Barnacle 1956
    - Corilla rivolii (Deshayes, 1830) (Typusart)
    - Corilla odontophora Benson, 1865
    - Corilla anax Benson, 1865